# Super Mario Galaxy
Super Mario Galaxy (яп. スーパーマリオギャラクシー Су:па: Марио Гяракуси:) — трёхмерный платформер из серии Марио, разработанный компанией Nintendo EAD Tokyo для консоли Nintendo Wii. Игра была выпущена 1 ноября 2007 года в Японии, 12 ноября 2007 — в Северной Америке и 16 ноября — в Европе. В 2010 году вышел сиквел игры — Super Mario Galaxy 2. В 2020 году Super Mario Galaxy была включена в сборник Super Mario 3D All-Stars, вышедший на консоли Nintendo Switch.

## Игровой процесс
Для сбора звёзд игроку необходимо посещать галактики, каждая из которых, в свою очередь, включает несколько планет шарообразной и неправильной формы. При этом за один раз с уровня можно получить только одну звезду. Каждый космический объект обладает своей собственной гравитационной силой, позволяющей игроку перемещаться по всей поверхности планет, в том числе и вверх ногами. Для решения игровых задач Марио может использовать особые костюмы. Так, например, перевоплотившись в Пчелиного Марио (пчелу), у него появляется способность летать и садиться на цветы, а приняв вид Призрачного Марио (привидения), он становится прозрачным и получает возможность передвигаться сквозь препятствия. Перевоплотившись в Огненного Марио (Огня), он получает возможности управлять огнём и, возможно, проходить сквозь лаву и входить в вулканы (внутрь).
Управление игровым персонажем осуществляется с помощью контроллеров Wii Remote и Nunchuk. Многие из способностей Марио были унаследованы из Super Mario 64, включая длинный прыжок, прыжок с использованием стены и различные варианты кувырков. Также Марио использует специальную технику Spin, которая помогает ему оглушать врагов, разрушать преграды, взбираться на препятствия, кататься на коньках и применять прочие умения. В игре присутствует многопользовательский режим, позволяющий совместно проходить сюжетные уровни.

## Сюжет
Во время проходящего в Грибном королевстве звёздного фестиваля на праздник вместе со своим воздушным флотом вторгается Боузер. С помощью огромной летающей тарелки он похищает Принцессу Пич вместе с её дворцом. После неудачной попытки помешать планам Боузера, Марио оказывается заброшенным на небольшую дальнюю планету, где встречает принцессу Розалину и её компаньона Люма. Розалина — хозяйка мобильной космической обсерватории, используя которую она путешествует по вселенной. Однако сила звёзд, которая выступала источником энергии обсерватории, была украдена Боузером. Чтобы восстановить способность станции, Марио отправляется в путешествие по галактикам в поисках пропавших звёзд. После их сбора, используя обсерваторию, Марио отправляется к центру вселенной для спасения принцессы Пич.

## Оценки и награды
| Сводный рейтинг | Сводный рейтинг |
| Агрегатор       | Оценка          |
| --------------- | --------------- |
| GameRankings    | 97,64 %         |

На сайте TopTenReviews Super Mario Galaxy входит в тройку видеоигр с самой высокой средней оценкой за всё время. GameSpot среди прочих достоинств отмечал её геймплей и дизайн уровней, а сайт Game Revolution указывал на удобство управления. IGN назвал игру лучшей на Wii и рекомендовал её к обязательному прохождению. В то же время сайт обратил внимание, что камера, которая в целом работает без претензий, изредка всё же занимает неудобные ракурсы.
По итогам 2007 года игре Super Mario Galaxy звание игры года присвоили IGN, GameSpot, Nintendo Power, GameTrailers, Edge, Yahoo! Games, а также российский журнал Страна Игр. 10 марта 2009 года Super Mario Galaxy на 5 церемонии награждения премии Британской Академии в области видеоигр была присуждена премия BAFTA в номинации «лучшая игра года».